# 丹後通
丹後通（たんごとおり）は、愛知県名古屋市南区の地名。現行行政地名は丹後通1丁目から丹後通5丁目。住居表示未実施。

## 地理
名古屋市南区南部に位置する。西は星崎町、北は神松町・元塩町に接する。

## 歴史
丹後江新田は1795年（寛政7年）、近在の大江新田の地主でもある菱屋太兵衛が開発したものである。以降、水田地帯であったが、大同製鋼星崎工場が設置されると、大部分が工場敷地となった。1950年（昭和25年）に三井東圧化学工業に敷地が譲渡されている。

### 町名の由来
鳴尾町の字丹後江に由来する。字名自体は、丹後江新田の名前による。

### 沿革
- 1949年（昭和24年）11月1日 - 南区星崎町の一部により、同区丹後通として成立する[1]。
- 1950年（昭和25年）2月10日 - 鳴尾町・星崎町の各一部を編入する[1]。
- 1967年（昭和42年）6月30日 - 星崎町の一部を編入する[1]。
- 1979年（昭和54年）8月1日 - 埋立地を編入する[1]。

## 世帯数と人口
2019年（平成31年）4月1日現在の世帯数と人口は以下の通りである。
| 町丁   | 世帯数  | 人口  |
| ------ | ------- | ----- |
| 丹後通 | 128世帯 | 275人 |

### 人口の変遷
国勢調査による人口の推移
| 2000年（平成12年） | 352人 | [ WEB 6 ] |  |
| 2005年（平成17年） | 330人 | [ WEB 7 ] |  |
| 2010年（平成22年） | 319人 | [ WEB 8 ] |  |
| 2015年（平成27年） | 273人 | [ WEB 9 ] |  |

## 学区
市立小・中学校に通う場合、学校等は以下の通りとなる。また、公立高等学校に通う場合の学区は以下の通りとなる。なお、小・中学校は学校選択制度を導入しておらず、番毎で各学校に指定されている。
| 丁目        | 小学校                                    | 中学校                                    | 高等学校 |
| ----------- | ----------------------------------------- | ----------------------------------------- | -------- |
| 丹後通1丁目 | 名古屋市立千鳥小学校                      | 名古屋市立名南中学校                      | 尾張学区 |
| 丹後通2丁目 | 名古屋市立千鳥小学校 名古屋市立星崎小学校 | 名古屋市立名南中学校 名古屋市立本城中学校 | 尾張学区 |
| 丹後通3丁目 | 名古屋市立千鳥小学校                      | 名古屋市立名南中学校                      | 尾張学区 |
| 丹後通4丁目 | 名古屋市立千鳥小学校                      | 名古屋市立名南中学校                      | 尾張学区 |
| 丹後通5丁目 | 名古屋市立千鳥小学校 名古屋市立星崎小学校 | 名古屋市立名南中学校 名古屋市立本城中学校 | 尾張学区 |

## 交通

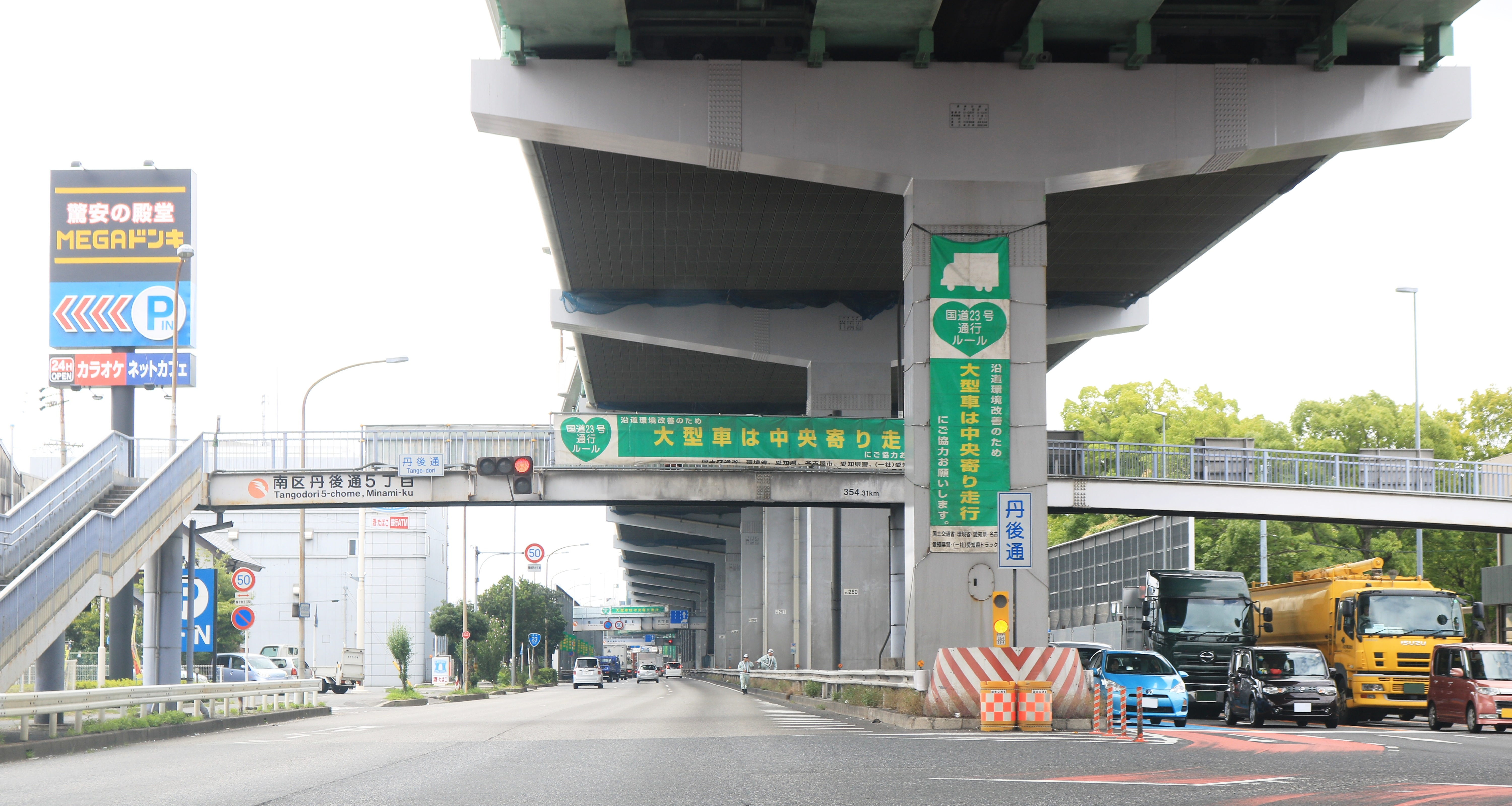
国道23号（名四国道）と名古屋高速3号大高線、丹後通5丁目にて

- 国道23号（名四国道）[2]
- 愛知県道36号諸輪名古屋線[2]

## 施設
- 三井東圧化学工業所[2]
- ロイヤルボウル名古屋[2]

## その他

### 日本郵便
- 郵便番号 : 457-0801[WEB 3]（集配局：名古屋南郵便局[WEB 12]）。

### WEB
1. 1 2  “愛知県名古屋市南区の町丁・字一覧”.   人口統計ラボ. 2017年10月7日閲覧。
2. 1 2  “町・丁目(大字)別、年齢(10歳階級)別公簿人口(全市・区別)”.   名古屋市 (2019年4月22日). 2019年4月23日閲覧。
3. 1 2  “郵便番号”.  日本郵便. 2019年3月17日閲覧。
4. ↑  “市外局番の一覧”.   総務省. 2019年1月6日閲覧。
5. ↑  名古屋市役所市民経済局地域振興部住民課町名表示係 (2015年10月21日). “南区の町名一覧”.   名古屋市. 2017年10月7日閲覧。
6. ↑  名古屋市役所総務局企画部統計課統計係 (2005年7月1日). “（刊行物）名古屋の町(大字)・丁目別人口 (平成12年国勢調査) 南区” (XLS). 2017年10月8日閲覧。
7. ↑  名古屋市役所総務局企画部統計課統計係 (2007年6月29日). “平成17年国勢調査　名古屋の町(大字)別・年齢別人口 南区” (XLS). 2017年10月8日閲覧。
8. ↑  名古屋市役所総務局企画部統計課統計係 (2012年6月29日). “平成22年国勢調査　名古屋の町(大字)別・年齢別人口 南区” (XLS). 2017年10月8日閲覧。
9. ↑  名古屋市役所総務局企画部統計課統計係 (2017年7月7日). “平成27年国勢調査　名古屋の町(大字)別・年齢別人口” (XLS). 2017年10月8日閲覧。
10. ↑  “市立小・中学校の通学区域一覧”.   名古屋市 (2018年11月10日). 2019年1月14日閲覧。
11. ↑  “平成29年度以降の愛知県公立高等学校（全日制課程）入学者選抜における通学区域並びに群及びグループ分け案について”.   愛知県教育委員会 (2015年2月16日). 2019年1月14日閲覧。
12. ↑  “郵便番号簿 2018年度版” (PDF).   日本郵便. 2019年4月23日閲覧。

### 文献
1. 1 2 3 4 5  名古屋市計画局 1992, p. 855.
2. 1 2 3 4 5 6  「角川日本地名大辞典」編纂委員会 1989, p. 1541.
3. 1 2 3 4  名古屋市計画局 1992, p. 569.